# 片田陽依
片田 陽依（かただ ひより、2004年〈平成16年〉11月20日 - ）は、日本の女優、作曲家。奈良県出身。ワイケーエージェント所属。

## 略歴・人物
趣味・特技はピアノ、作曲、絵、日本拳法（2級）、虫観察。
ワタナベエンターテイメントを経て現在はワイケーエージェント所属。
虫の愛好家であり、元々芸能活動を始めたのも 「虫の魅力を世の中に発信する活動がしたい」 という思いが原点であると語っている。

## 出演

### テレビドラマ
- こころのフフフ 第1話（2021年8月15日、WOWOWプライム）[3]
- 土ドラ / 顔だけ先生 第10話（2021年12月12日、東海テレビ・フジテレビ）
- 暴太郎戦隊ドンブラザーズ ドン10話（2022年5月8日、テレビ朝日） - 前田真利菜 / オニシスター 役
- 推しが武道館いってくれたら死ぬ（2022年10月24日 - 12月26日、朝日放送テレビ・テレビ朝日） - 玲奈 役[4]
- たとえあなたを忘れても 第6話・第9話（2023年11月26日・12月17日、朝日放送テレビ・テレビ朝日） - 長野志緒理 役
- スメルズ ライク グリーン スピリット（2024年9月20日 - 11月8日、MBS） - 藤井凛花 役[5]
- ウイングマン（2024年10月23日 - 12月25日、テレビ東京） - 布沢久美子 役[6]
- 能面検事 第1話（2025年7月11日、テレビ東京） - 滝本留美 役[7]

### 映画
- あしたのわたしへ（2022年3月18日） - 角野朱莉 役[1][8]
- 劇場版 推しが武道館いってくれたら死ぬ（2023年5月12日、ポニーキャニオン） - 玲奈 役
- 17歳は止まらない（2023年8月4日、東映ビデオ） - モモ 役[9]
- イルカはフラダンスを踊るらしい（2023年11月25日、POPBORN） - 主演・井上サト 役[10][11][12]
- 明けまして、おめでたい人（2024年3月1日）[13]

### 配信ドラマ
- 結婚するって、本当ですか 第3・4・10話（2022年、Amazon Prime Video） - 大原泉 役
- 捨てられない彼女たちは（2023年、TikTok）

### ラジオドラマ
- 菩薩花 羽州ぼろ鳶組 第3話（2021年11月17日、NHK-FM） - お琳 役

### 広告
- 朝日新聞 「おしえて林先生!」（2021年）
- NHK公共メディアキャンペーン「ジェンとダー」（2021年）
- 明光義塾 GR広告（2022年） - メインモデル

### 書籍など
- ヒュンメル 「或日の女の子」（2021年）
- 美少女図鑑 「美少女百選」（2022年）

## 楽曲

### 映画
- 『あしたのわたしへ』（2022年3月18日）[1][8]
- 『18歳、つむぎます』（2023年3月24日）[14]

### 配信ドラマ
- FODオリジナルドラマ『ショジョ恋。』（2023年）[15]